# Museo Ictícola del Beni
El Museo Ictícola del Beni, también conocido como Museo Ictícola Dr. Jorge Estivares Justiniano, es un espacio científico, cultural y educativo sobre la ictiofauna amazónica ubicado en la ciudad de Trinidad, Bolivia. Fue fundado en 1994 y posee una colección que abarca más de 470 especies.Es el único de su clase en Bolivia y el tercer museo sudamericano en albergar la mayor colección científica de peces amazónicos.

## Historia
El museo tiene sus raíces en el Proyecto ORSTOM, una colaboración interinstitucional iniciada en 1981 que permitió la recolección y clasificación taxonómica de peces amazónicos. Entre 1982 y 1994, expediciones científicas recorrieron los principales cuerpos de agua del departamento del Beni, recolectando muestras que se convirtieron en el núcleo de la colección científica del Centro de Investigación de Recursos Acuáticos (CIRA). En 1994, con 320 especímenes catalogados, se gestionó la apertura del espacio bajo el nombre de "Museo Ictícola". A lo largo de los años, recibió apoyo de diversas instituciones, incluida la Embajada de los Países Bajos, que contribuyó a la mejora de su infraestructura y equipamiento.
En 2006, el museo fue rebautizado como “Dr. Jorge Estivares Justiniano” en honor a su fundador. Desde entonces, el museo trabaja por la difusión científica y cultural, ofreciendo visitas guiadas y eventos educativos-culturales.Es, también, uno de los principales atractivos turísticos del departamento del Beni.

## Colección y reconocimientos
El museo alberga una colección de peces taxonómicamente clasificados, con ejemplares representativos de la diversidad hidrobiológica de la cuenca amazónica y la región del río Mamoré. Su exhibición incluye:
- Especies pequeñas (2 gramos a 1 kg), que representan el 84% de la muestra.
- Especies medianas (1 a 10 kg), con un 11%.
- Especies grandes (más de 10 kg), abarcando el 5%.[7]

La infraestructura consta de una sala principal con muestras conservadas en soluciones de alcohol, etiquetadas con información taxonómica, y una sala de acuarios con peces vivos de 56 especies. Además, incluye una galería de herpetología. 
En 2017, fue declarado Patrimonio Natural de la Universidad Autónoma del Beni por su contribución al turismo científico y la educación ambiental. En 2018, el Gobierno Autónomo Municipal de Trinidad otorgó al museo la Medalla de Oro con el Bufeo de Oro, en reconocimiento a su impacto en el desarrollo humano y cultural.